# Lizarba separata
Lizarba separata är en spindelart som beskrevs av Roth 1967. Lizarba separata ingår i släktet Lizarba och familjen panflöjtsspindlar. Inga underarter finns listade i Catalogue of Life.